# 義大利抵抗運動
義大利抵抗運動（Resistenza italiana, la Resistenza），指1943-1945年間，義大利反抗納粹德國、義大利社會共和國及其支持者的抵抗運動。作為一個反法西斯組織，義大利抵抗運動反對納粹德國與其國防軍以及黨衛軍於1943年9月至1945年4月間，軍事占領義大利並建立的傀儡政權（盡管在此之前，針對法西斯義大利的抵抗運動就已經存在）。